# Miss Univers 2023
Miss Univers 2023 est la 72e édition du concours Miss Univers. Elle s'est tenue le 18 novembre 2023 à San Salvador au Salvador. La gagnante, Sheynnis Palacios, Miss Nicaragua, a succédé à l'Américaine R'Bonney Gabriel, élue Miss Univers 2022 le 14 janvier 2023 à La Nouvelle-Orléans, aux États-Unis.

## Résultats
| Résultat final    | Candidate |
| ----------------- | --- |
| Miss Univers 2023 | - Nicaragua – Sheynnis Palacios |
| 1re dauphine      | - Thaïlande – Anntonia Porsild |
| 2e dauphine       | - Australie – Moraya Wilson |
| Top 5             | - Colombie – Camila Avella - Porto Rico – Karla Guilfú |
| Top 10            | - El Salvador – Isabella García-Manzo - Espagne – Athenea Pérez - Pérou – Camila Escribens - Philippines – Michelle Dee - Venezuela – Diana Silva |
| Top 20            | - Afrique du Sud – Bryoni Govender - Cameroun – Issie Princesse - Chili – Celeste Viel - États-Unis – Noelia Voigt - Inde – Shweta Sharda - Jamaïque – Jordanne Levy - Namibie – Jameela Uiras - Népal – Jane Garrett - Pakistan – Erica Robin - Portugal – Marina Machete |

### Prix attribués
| Prix                                              | Candidate                      |
| ------------------------------------------------- | ------------------------------ |
| Prix de la camaraderie "Miss Congeniality"        | - Espagne – Athenea Pérez      |
| Meilleur Costume National                         | - Philippines – Michelle Dee , |
| Prix de l'Esprit du Carnaval "Spirit of Carnival" | - Philippines – Michelle Dee , |
| Prix du Fan Vote                                  | - Philippines – Michelle Dee , |

#### Voice For Change
En parallèle du concours principal, les candidates ont participé à la compétition Voice for Change à l'occasion de laquelle elles ont pu promouvoir les causes qu'elles défendent dans un format vidéo de trois minutes. Les lauréates ont été sélectionnées grâce à un vote en ligne et un comité de sélection. Cette partie de la compétition a été sponsorisée par Mouawad, l'entreprise de joaillerie partenaire de l'Organisation Miss Univers depuis 2019, ainsi que par la plateforme CI Talks.
Les dix finalistes "Silver Finalists" ont été annoncées lors du spectacle préliminaire et les trois lauréates "Gold Winners" lors de la finale le 18 novembre 2023.
| Placement        | Candidates |
| ---------------- | --- |
| Gold Winners     | - Angola – Ana Coimbra - Philippines – Michelle Dee - Porto Rico – Karla Guilfú |
| Silver Finalists | - Brésil – Maria Brechane - Chili – Celeste Viel - Liban – Maya Aboul Hosn - Singapour – Priyanka Annuncia - Afrique du Sud – Bryoni Govender - Ukraine – Angelina Usanova - Zimbabwe – Brooke Bruk-Jackson |

## Organisation du concours

### Lieu et date
Le 14 janvier 2023, lors du concours Miss Univers 2022, le président salvadorien Nayib Bukele a annoncé que cette édition se tiendrait au Salvador à la fin de l'année 2023. Le 27 juillet 2023, l'organisation Miss Univers a indiqué que le concours aurait lieu le 18 novembre 2023. C'est la seconde fois que le pays accueille le concours après 1975.

### Sélection des participantes
Des candidates de quatre-vingt-quatre pays et territoires ont été sélectionnées pour concourir. Cinq de ces représentantes ont été nommées à ce poste après avoir été finalistes de leur concours national ou après avoir été choisies à l'issue d'un processus de sélection.
Cette édition marque le début du Pakistan et le retour du Danemark, de l'Égypte, du Guyana, de la Hongrie, de l'Irlande, du Kazakhstan, de la Lettonie, de la Mongolie, de la Norvège et du Zimbabwe. La dernière participation du Zimbabwe remonte à 2001, celle de la Lettonie à 2006, celle du Guyana à 2017, celle de l'Égypte et de la Mongolie à 2019, et celle des autres pays à 2021.
Pour la première fois en 66 ans, l'organisation Miss Univers a autorisé à nouveau les femmes mariées et les femmes avec enfants à concourir. Rikkie Kollé, des Pays-Bas, et Marina Machete, du Portugal, ont été les deuxièmes et troisièmes femmes transgenres à concourir à Miss Univers, après Ángela Ponce en 2018, tandis que Michelle Cohn, du Guatemala, et Camila Avella, de Colombie, ont été les premières femmes mariées avec enfants à concourir à Miss Univers.

## Candidates
84 candidates ont concouru pour le titre.
| Pays / Territoire représenté | Candidates                 | Âge    | Résidence          |
| ---------------------------- | -------------------------- | ------ | ------------------ |
| Afrique du Sud               | Bryoni Govender            | 27 ans | Kempton Park       |
| Albanie                      | Endi Demneri               | 25 ans | Tirana             |
| Allemagne                    | Helena Bleicher            | 24 ans | Ravensbourg        |
| Angola                       | Ana Bárbara Coimbra        | 23 ans | Benguela           |
| Argentine                    | Yamile Dajud (en)          | 27 ans | Rio Negro          |
| Aruba                        | Karol Croes                | 27 ans | Oranjestad         |
| Australie                    | Moraya Wilson              | 21 ans | Melbourne          |
| Bahamas                      | Melissa Ingraham (en)      | 26 ans | Long Island        |
| Bahreïn                      | Lujane Yacoub              | 18 ans | Hamala             |
| Belgique                     | Emilie Vansteenkiste (nl)  | 22 ans | Elewijt            |
| Birmanie                     | Amara Bo                   | 23 ans | Kengtung           |
| Bolivie                      | Estefany Rivero (en)       | 26 ans | Beni               |
| Brésil                       | Maria Brechane (en)        | 19 ans | Rio Grande         |
| Bulgarie                     | Yuliia Pavlikova           | 30 ans | Sofia              |
| Cambodge                     | John Sotima                | 23 ans | Kampong Cham       |
| Cameroun                     | Issie Princesse            | 22 ans | Région du Littoral |
| Canada                       | Madison Kvaltin            | 25 ans | Grand Sudbury      |
| Chili                        | Celeste Viel (en)          | 23 ans | Santiago           |
| Colombie                     | Camila Avella              | 28 ans | Yopal              |
| Corée du Sud                 | So-yun Kim                 | 28 ans | Gyeongnam          |
| Costa Rica                   | Lisbeth Valverde           | 28 ans | Uvita              |
| Croatie                      | Andrea Erjavec             | 23 ans | Perušić            |
| Curaçao                      | Kim Rossen                 | 26 ans | Willemstad         |
| Danemark                     | Nikoline Uhrenholt Hansen  | 20 ans | Valby              |
| Espagne                      | Athenea Pérez              | 27 ans | Murcie             |
| Égypte                       | Mohra Tantawy              | 21 ans | Le Caire           |
| Équateur                     | Delary Stoffers (en)       | 23 ans | Guayaquil          |
| États-Unis                   | Noelia Voigt (en)          | 23 ans | Salt Lake City     |
| Finlande                     | Paula Joukanen             | 22 ans | Helsinki           |
| France                       | Diane Leyre                | 26 ans | Paris              |
| Grande-Bretagne              | Jessica Page               | 27 ans | Liverpool          |
| Grèce                        | Marielia Zaloumi           | 20 ans | Athènes            |
| Guatemala                    | Michelle Cohn              | 28 ans | Guatemala          |
| Guinée équatoriale           | Diana Hinestrosa           | 25 ans | Corisco            |
| Guyana                       | Lisa Narine                | 26 ans | Pomeroon-Supenaam  |
| Honduras                     | Zuheilyn Clemente          | 23 ans | Tegucigalpa        |
| Hongrie                      | Tünde Blága                | 27 ans | Hidegség           |
| Îles Caïmans                 | Ileann Powery              | 26 ans | West Bay           |
| Îles Vierges britanniques    | Ashellica Fahie            | 28 ans | Tortola            |
| Inde                         | Shweta Sharda              | 23 ans | Chandigarh         |
| Indonésie                    | Fabiënne Groeneveld        | 23 ans | Jakarta            |
| Irlande                      | Aishah Akorede             | 23 ans | Leixlip            |
| Islande                      | Lilja Sif Pétursdóttir     | 19 ans | Reykjavík          |
| Italie                       | Carmen Panepinto           | 24 ans | Marches            |
| Jamaïque                     | Jordanne Levy              | 27 ans | Kingston           |
| Japon                        | Rio Miyazaki               | 21 ans | Shizuoka           |
| Kazakhstan                   | Tomiris Zair               | 20 ans | Almaty             |
| Kosovo                       | Arbesa Rrahmani            | 22 ans | Uroševac           |
| Laos                         | Phaimany Lathsabanthao     | 28 ans | Vientiane          |
| Lettonie                     | Kate Alexeeva (tr)         | 28 ans | Riga               |
| Liban                        | Maya Aboul Hosn            | 25 ans | Btekhnay           |
| Malaisie                     | Serena Lee                 | 24 ans | Kuala Lumpur       |
| Malte                        | Ella Portelli              | 25 ans | Saint-Julian       |
| Maurice                      | Tatiana Beauharnais        | 24 ans | Souillac           |
| Mexique                      | Melissa Flores             | 25 ans | San Pedro Cahro    |
| Mongolie                     | Namuunzul Batmagnai        | 23 ans | Oulan-Bator        |
| Namibie                      | Jameela Uiras              | 23 ans | Windhoek           |
| Népal                        | Jane Dipika Garrett        | 22 ans | Katmandou          |
| Nicaragua                    | Sheynnis Palacios          | 23 ans | Diriamba           |
| Nigeria                      | Mitchel Ugochi Ihezue      | 27 ans | Ideato Nord        |
| Norvège                      | Julie Tollefsen            | 28 ans | Oslo               |
| Pakistan                     | Erica Robin                | 24 ans | Karachi            |
| Panama                       | Natasha Vargas             | 26 ans | Los Santos         |
| Paraguay                     | Elicena Andrada            | 28 ans | Tobatí             |
| Pays-Bas                     | Rikkie Kollé (en)          | 22 ans | Bréda              |
| Pérou                        | Camila Escribens (en)      | 25 ans | Lima               |
| Philippines                  | Michelle Dee               | 28 ans | Makati             |
| Pologne                      | Angelika Jurkowianiec (pl) | 27 ans | Namysłów           |
| Porto Rico                   | Karla Guilfú               | 25 ans | Patillas           |
| Portugal                     | Marina Machete             | 28 ans | Palmela            |
| République dominicaine       | Mariana Downing            | 27 ans | Cotuí              |
| République tchèque           | Vanesa Švédová             | 19 ans | Přerov             |
| Russie                       | Margarita Golubeva         | 22 ans | Saint-Pétersbourg  |
| Sainte-Lucie                 | Earlyca Frederick          | 25 ans | Choiseul           |
| Salvador                     | Isabella García-Manzo      | 20 ans | San Salvador       |
| Singapour                    | Priyanka Annuncia          | 26 ans | Singapour          |
| Slovaquie                    | Kinga Puhová               | 22 ans | Dunajská Streda    |
| Suisse                       | Lorena Santen              | 26 ans | Aargau             |
| Thaïlande                    | Anntonia Porsild           | 26 ans | Nakhon Ratchasima  |
| Trinité-et-Tobago            | Faith Gillezeau            | 25 ans | San Fernando       |
| Ukraine                      | Angelina Usanova           | 26 ans | Kiev               |
| Venezuela                    | Diana Silva (es)           | 25 ans | Caracas            |
| Viêt Nam                     | Quỳnh Hoa Bùi              | 25 ans | Hanoï              |
| Zimbabwe                     | Brooke Bruk-Jackson        | 21 ans | Harare             |

## Observations